# Jean Eugène Robert-Houdin

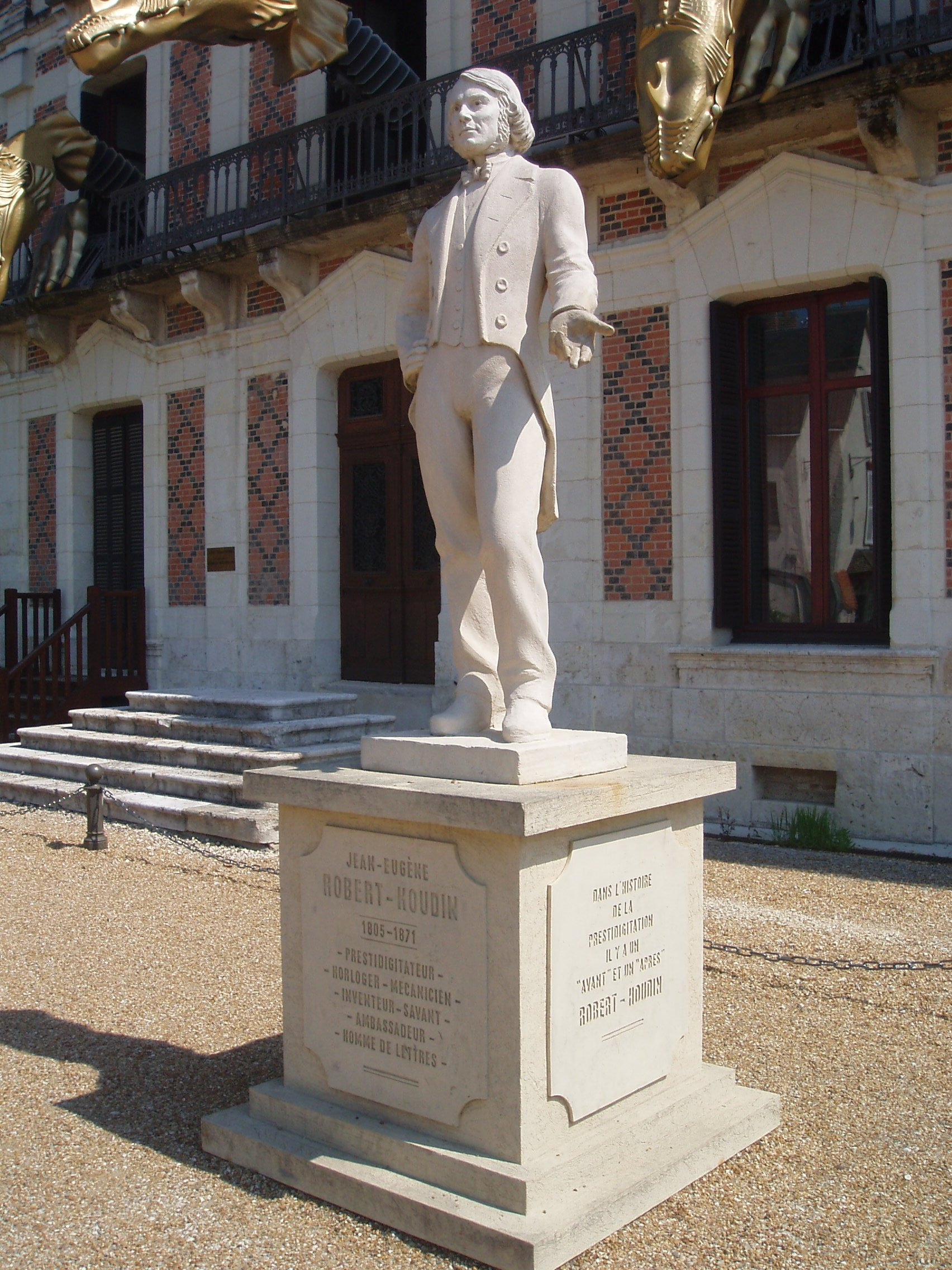
Estàtua en honor de Robert-Houdin a la població de Blois.

Jean Eugène Robert-Houdin (6 de desembre de 1805 - 13 de juny de 1871) va ser un mag francès. És considerat el pare de la màgia moderna.
Va néixer a Blois, França, el 6 de desembre de 1805. Va estudiar a la Universitat d'Orleans i durant un temps va treballar com a rellotger. De manera casual li van donar un llibre sobre conjurs, a través del qual es va interessar per aquest art, i va començar a rebre classes d'un mag local. Quan va estar preparat se'n va anar a Tours, on va obrir un negoci com a rellotger i feia conjurs i trucs al mateix indret. Un moment de gran goig en la seva vida va arribar quan es va convertir en estudiant del mag De Grissi.
El gran mag Harry Houdini va prendre el seu nom en honor d'ell.